# Лаутенбахер, Сусанна
Сусанна Лаутенбахер (нем. Susanne Lautenbacher; род. 19 апреля 1932, Аугсбург) — немецкая скрипачка, музыкальный педагог.

## Биография
Училась в Мюнхене у Карла Фройнда, позднее занималась под руководством Генрика Шеринга.
На протяжении 1950-х — начала 1960-х годов сделала заметную исполнительскую карьеру, преимущественно в области звукозаписи: записала, в частности, все произведения Вольфганга Амадея Моцарта для скрипки с оркестром и широкий диапазон сочинений разных эпох, от Игнаца Бибера и Пьетро Локателли до Карла Амадеуса Хартмана, Ханса Вернера Хенце и Бернда Алоиса Циммермана. Много выступала с Вюртембергским камерным оркестром, была первой исполнительницей скрипичных концертов Артура Дангеля и Евы Шорр. Как ансамблистка выступала, в том числе, в составе струнного Трио Bell’Arte.
Преподавала в Баденской высшей школе музыки, затем с 1960 года — в Штутгартской высшей школе музыки (с 1965 года — профессор).
В настоящее время живёт в Леонберге. Замужем за альтистом Хайнцем Янсеном.